# Jorgos Papajanis
Jorgos Papajanis (gr. Γιώργος Παπαγιάννης; ur. 3 lipca 1997 w Amarusi) – grecki koszykarz, występujący na pozycji środkowego, obecnie zawodnik Panathinaikosu Ateny.
8 lutego 2018 został zwolniony przez Sacramento Kings. 8 marca podpisał 10-dniową umowę z Portland Trail Blazers. 18 lipca został zwolniony przez klub z Oregonu. 20 lipca po raz kolejny w karierze dołączył do greckiego Panathinaikosu Ateny.

## Osiągnięcia
Stan na 15 listopada 2016, na podstawie, o ile nie zaznaczono inaczej.
NCAA
- Uczestnik NCAA Final Four(2016)
- Zaliczony do I składu pierwszoroczniaków konferencji Atlantic Coast (ACC - 2016)

Drużynowe
- Wicemistrz Grecji (2015, 2016)
- Zdobywca Pucharu Grecji (2015, 2016)

Indywidualne
- Zwycięzca konkursu wsadów ligi greckiej (2020)

Reprezentacja
- Mistrz:
  - Europy U-18 (2015)
  - turnieju TBF International U-16 (2013)
- Brązowy medalista mistrzostw Europy U-16 (2013)
- Uczestnik:
  - mistrzostw świata:
    - U–19 (2015 – 4. miejsce)
    - U–17 (2014 – 12. miejsce)

  - mistrzostw Europy:
    - U–16 (2012 – 9. miejsce, 2013)
    - U–18 (2015)
- Zaliczony do I składu mistrzostw Europy:
  - U–16 (2013)
  - U–18 (2015)
- Lider mistrzostw Europy U-16 w blokach (2012, 2013)